# أوراشكو بردو
أوراشكو بردو (بالبوسنوية: Oraško Brdo)‏ هي قرية في البوسنة والهرسك. وهي تقع على أراضي بلدية بوسانسكي بتروفاتس التابعة لكانتون يونا-سانا في اتحاد البوسنة والهرسك. طبقا لنتائج تعداد البوسنة عام 2013 فلم تُسجل فيها أي إحصائيات.

## التركيبة السكانية

### التطور التاريخي للسكان
| 1961 | 1971 | 1981 | 1991 | 2013 |
| ---- | ---- | ---- | ---- | ---- |
| 244  | 173  | 140  | 65   | 0    |